# BoyBand (película)
BoyBand es un largometraje estadounidense cómico de 2010, dirigido por Jon Artigo y protagonizado por Michael Copon, Robert Hoffman, Ryan Hansen, Ryan Pinkston, Ernest Phillips, Lorenzo Hooker III, Kurt Fuller, Ming-Na Wen, Richard Riehle y Tom Wright.
La cinta representa la saga ficticia de la primera banda de chicos estadounidense. 

## Argumento
En 1982, Brad Roberts es el capitán del equipo de fútbol americano y estrella de Worcester High School y está saliendo con la capitana del equipo de animadoras . Secretamente toca en una banda de heavy metal y sueña con ser una estrella del pop. Los padres de Brad están separados, pero aún viven juntos, con el nuevo novio de su madre, Lou Pearlman. Lou está inspirado para crear la primera banda estadounidense de chicos, y Brad decide formar parte de ella. 

## Producción
La película está protagonizada por Michael Copon, Robert Hoffman, Ryan Hansen, Ryan Pinkston, Ernest Phillips, Lorenzo Hooker III, Kurt Fuller, Ming-Na, Richard Riehle y Tom Wright. Fue filmada en su totalidad en el condado de Worcester, Massachusetts e incluso presenta una escuela secundaria ficticia de Worcester. Fue escrita y dirigida por Jon Artigo, y producida por Andrea Ajemian. Kaz Gamble produjo y grabó toda la banda sonora. La película también se conoce como BoyBand: Breakin 'through in '82 . Film Threat revisó BoyBand, escribiendo:  

"The problem entirely lies in a story, so wacky you can't relate to it and jokes that have no payoff. Boy Band is a wasted opportunity."
"El problema radica completamente en una historia, tan descabellada que no puedes relacionarte con ella y bromas que no tienen recompensa. Boy Band es una oportunidad desperdiciada"